# Forgiven, Not Forgotten World Tour
Forgiven, Not Forgotten World Tour è il primo tour mondiale del gruppo musicale irlandese The Corrs partito il 9 ottobre 1995, subito dopo la pubblicazione del primo album Forgiven, Not Forgotten il 22 settembre, e conclusosi un anno e mezzo più tardi, il 21 febbraio 1997. In questo tour i Corrs si sono esibiti in Europa, Nord America, Giappone, Australia e Nuova Zelanda.
Per le loro tappe americane si sono esibiti come gruppo spalla di Michael Bolton e poi di Céline Dion durante il suo Falling into You Tour e in parte del D'eux Tour.

## Scaletta[1]
1. Erin Shore
2. Forgiven, Not Forgotten
3. Heaven Knows
4. Leave Me Alone
5. The Right Time
6. Joy Of Life
7. Closer
8. Runaway
9. Along with the Girls
10. Haste to the Wedding
11. Secret Life
12. On Your Own
13. Someday
14. Lough Erin Shore

Encore:
1. Love to Love You
2. Toss the Feathers

- All'inizio di ogni concerto l'ingresso della band viene accompagnato dal brano Lough Erin Shore.
- A partire dall'estate del 1996 i Corrs aggiungono alla scaletta il brano We Are Family, cover delle Sister Sledge.
- A partire da dicembre 1996 viene eseguita Little Wing.
- Tra Along with the Girls e Haste to the Wedding la band eseguiva il brano strumentale The Rakes of Kildare.

## Date del tour[2]
| Data                              | Città                | Paese                 | Luogo                                     |
| Nord America                      | Nord America         | Nord America          | Nord America                              |
| --------------------------------- | -------------------- | --------------------- | ----------------------------------------- |
| 9 ottobre 1995                    | Peabody              | Stati Uniti d'America | Sam Goody Store                           |
| 11 ottobre 1995                   | New York             | Stati Uniti d'America | Sam Goody Store                           |
| Europa                            |                      |                       |                                           |
| 27 ottobre 1995                   | Glasgow              | Regno Unito           | Scottish Exhibition and Conference Centre |
| 29 ottobre 1995                   | Manchester           | Regno Unito           | Manchester Evening News Arena             |
| 1º novembre 1995                  | Londra               | Regno Unito           | Wembley Arena                             |
| 5 novembre 1995                   | Belfast              | Regno Unito           | King's Hall                               |
| 22 novembre 1995                  | Düsseldorf           | Germania              | Philipshalle                              |
| 1º dicembre 1995                  | Rotterdam            | Paesi Bassi           | Ahoy Rotterdam                            |
| 26 aprile 1996                    | Ennis                | Irlanda               | The West County Hotel                     |
| 27 aprile 1996                    | Carlow               | Irlanda               | Graigecullen Hall                         |
| 28 aprile 1996                    | Clonmel              | Irlanda               | Regal Theatre                             |
| 29 aprile 1996                    | Athlone              | Irlanda               | RTC                                       |
| 1º maggio 1996                    | Letterkenny          | Irlanda               | Mount Errigal Hotel                       |
| 2 maggio 1996                     | Sligo                | Irlanda               | RTC Hall                                  |
| 3 maggio 1996                     | Cavan                | Irlanda               | Carraig Springs                           |
| 4 maggio 1996                     | Castlebar            | Irlanda               | Travellers Friend Hotel and Theatre       |
| 4 maggio 1996                     | Galway               | Irlanda               | Leisureland                               |
| 8 maggio 1996                     | Waterford            | Irlanda               | The Forum Theatre                         |
| 9 maggio 1996                     | Belfast              | Regno Unito           | Ulster Hall                               |
| 10 maggio 1996                    | Limerick             | Irlanda               | University Concert Hall                   |
| 11 maggio 1996                    | Dublino              | Irlanda               | National Stadium                          |
| 12 maggio 1996                    | Cork                 | Irlanda               | Bantry Mussel Fair                        |
| 14 maggio 1996                    | Londra               | Regno Unito           | Shepherds Bush Empire                     |
| 16 maggio 1996                    | Utrecht              | Paesi Bassi           | Tivoli                                    |
| 18 maggio 1996                    | Dublino              | Irlanda               | Lansdowne Road                            |
| 18 maggio 1996                    | Odense               | Danimarca             | Midtfyns Festival                         |
| 21 maggio 1996                    | Stoccolma            | Svezia                | Gino                                      |
| 22 maggio 1996                    | Oslo                 | Norvegia              | Rockefeller Music Hall                    |
| 26 maggio 1996                    | Berlino              | Germania              | Universal                                 |
| 27 maggio 1996                    | Amburgo              | Germania              | Hamburg Docks                             |
| 29 maggio 1996                    | Zurigo               | Svizzera              | Electric Ballroom                         |
| 31 maggio 1996                    | Cartagena            | Italia                | Teatro Circa                              |
| 1º giugno 1996                    | Valencia             | Spagna                | Roxy Club                                 |
| 3 giugno 1996                     | Barcellona           | Spagna                | Luz De Graz                               |
| 4 giugno 1996                     | Madrid               | Spagna                | El Sol                                    |
| 6 giugno 1996                     | Parigi               | Francia               | Bataclan                                  |
| 8 giugno 1996                     | Londra               | Regno Unito           | Fleadh Festival                           |
| Nord America                      |                      |                       |                                           |
| 14 giugno 1996                    | Montréal             | Canada                | Café Campus                               |
| 15 giugno 1996                    | Montréal             | Canada                | Bourbon Street West                       |
| 19 giugno 1996                    | Halifax              | Canada                | Rebecca Cohn Auditorium                   |
| Europa                            |                      |                       |                                           |
| 1º luglio 1996                    | Östersund            | Svezia                | Storsjöyran                               |
| 4 luglio 1996                     | Dublino              | Irlanda               | USS John F. Kennedy (CV-67)               |
| 7 luglio 1996                     | Dublino              | Irlanda               | Phoenix Park                              |
| Asia                              |                      |                       |                                           |
| 10 luglio 1996                    | Tokyo                | Giappone              | Club Quattro                              |
| 11 luglio 1996                    | Tokyo                | Giappone              | Club Quattro                              |
| 13 luglio 1996                    | Osaka                | Giappone              | Club Quattro                              |
| 14 luglio 1996                    | Nagoya               | Giappone              | Club Quattro                              |
| Oceania                           |                      |                       |                                           |
| 16 luglio 1996                    | Brisbane             | Australia             | Queensland Performing Arts Complex        |
| 17 luglio 1996                    | Sydney               | Australia             | Enmore Theatre                            |
| 18 luglio 1996                    | Sydney               | Australia             | Enmore Theatre                            |
| 20 luglio 1996                    | Canberra             | Australia             | Royal Theatre                             |
| 22 luglio 1996                    | Melbourne            | Australia             | Concert Hall                              |
| Europa                            |                      |                       |                                           |
| 26 luglio 1996                    | Östersund            | Svezia                | Storsjöyran                               |
| 27 luglio 1996                    | Rudkøbing            | Danimarca             | Langelands Festival                       |
| 3 agosto 1996                     | Dranouter            | Belgio                | Dranouter Festival                        |
| 4 agosto 1996                     | Cork                 | Irlanda               | Millstreet Music Fair                     |
| Nord America (come apri concerto) |                      |                       |                                           |
| 7 agosto 1996                     | Noblesville          | Stati Uniti d'America | Deer Creek Music Center                   |
| 8 agosto 1996                     | Clarkston            | Stati Uniti d'America | Pine Knob Music Theatre                   |
| 10 agosto 1996                    | Cincinnati           | Stati Uniti d'America | Riverbend Music Center                    |
| 11 agosto 1996                    | Tinley Park          | Stati Uniti d'America | First Midwest Bank Amphitheatre           |
| 13 agosto 1996                    | Atlanta              | Stati Uniti d'America | Chastain Park                             |
| 15 agosto 1996                    | The Woodlands        | Stati Uniti d'America | Cynthia Woods Mitchell Pavilion           |
| 16 agosto 1996                    | Dallas               | Stati Uniti d'America | Reunion Arena                             |
| 18 agosto 1996                    | Maryland Heights     | Stati Uniti d'America | Verizon Wireless Amphitheater             |
| 19 agosto 1996                    | Bonner Springs       | Stati Uniti d'America | Sandstone Amphitheater                    |
| 21 agosto 1996                    | Morrisson            | Stati Uniti d'America | Red Rocks Amphitheatre                    |
| Europa                            |                      |                       |                                           |
| 26 agosto 1996                    | Dundalk              | Irlanda               | Carrickdale Hotel                         |
| 27 agosto 1996                    | Dundalk              | Irlanda               | Carrickdale Hotel                         |
| 29 agosto 1996                    | Kerry                | Irlanda               | Rose of Tralee Festival                   |
| 30 agosto 1996                    | Cork                 | Irlanda               | City Hall                                 |
| 31 agosto 1996                    | Castlebar            | Irlanda               | Travellers Friend                         |
| Nord America (come apri concerto) |                      |                       |                                           |
| 4 settembre 1996                  | Wantagh              | Stati Uniti d'America | Jones Beach Amphitheater                  |
| 5 settembre 1996                  | Holmdel              | Stati Uniti d'America | PNC Bank Arts Center                      |
| 7 settembre 1996                  | Mansfield            | Stati Uniti d'America | Comcast Center                            |
| 12 settembre 1996                 | Cuyahoga Falls       | Stati Uniti d'America | Blossom Music Center                      |
| 14 settembre 1996                 | Antioch              | Stati Uniti d'America | Starwood Amphitheatre                     |
| 16 settembre 1996                 | The Woodlands        | Stati Uniti d'America | Cynthia Woods Mitchell Pavilion           |
| 17 settembre 1996                 | Dallas               | Stati Uniti d'America | Starplex Amphitheater                     |
| 19 settembre 1996                 | Greenwood Village    | Stati Uniti d'America | Comfort Dental Amphitheatre               |
| 21 settembre 1996                 | Concord              | Stati Uniti d'America | Sleep Train Pavilion                      |
| 23 settembre 1996                 | Los Angeles          | Stati Uniti d'America | Greek Theatre                             |
| 24 settembre 1996                 | Los Angeles          | Stati Uniti d'America | Greek Theatre                             |
| 27 settembre 1996                 | Phoenix              | Stati Uniti d'America | Cricket Wireless Pavilion                 |
| 28 settembre 1996                 | Anaheim              | Stati Uniti d'America | Honda Center                              |
| 30 settembre 1996                 | San Diego            | Stati Uniti d'America | San Diego Pops Bowl                       |
| Europa                            |                      |                       |                                           |
| 12 ottobre 1996                   | Gand                 | Belgio                | Flanders Expo                             |
| 13 ottobre 1996                   | Gand                 | Belgio                | Flanders Expo                             |
| 15 ottobre 1996                   | Colonia              | Germania              | Sporthalle                                |
| 16 ottobre 1996                   | Francoforte sul Meno | Germania              | Festhalle Frankfurt                       |
| 18 ottobre 1996                   | Rotterdam            | Paesi Bassi           | Ahoy Rotterdam                            |
| 19 ottobre 1996                   | Rotterdam            | Paesi Bassi           | Ahoy Rotterdam                            |
| 21 ottobre 1996                   | Amburgo              | Germania              | Sporthalle                                |
| 22 ottobre 1996                   | Copenaghen           | Danimarca             | Falkoner Theatre                          |
| 25 ottobre 1996                   | Stoccolma            | Svezia                | The Globe Arena                           |
| 26 ottobre 1996                   | Oslo                 | Norvegia              | Centrum                                   |
| 28 ottobre 1996                   | Berlino              | Germania              | Internationales Congress Centrum Berlin   |
| 30 ottobre 1996                   | Milano               | Italia                | Mediolanum Forum                          |
| 31 ottobre 1996                   | Losanna              | Svizzera              | CIG de Malley                             |
| 1º novembre 1996                  | Ginevra              | Svizzera              | SEG Geneva Arena                          |
| 3 novembre 1996                   | Zurigo               | Svizzera              | Hallenstadion                             |
| 4 novembre 1996                   | Zurigo               | Svizzera              | Hallenstadion                             |
| 6 novembre 1996                   | Neuchâtel            | Svizzera              | Patinoire Litorall                        |
| 7 novembre 1996                   | Norimberga           | Germania              | Frankenhalle                              |
| 10 novembre 1996                  | Liévin               | Francia               | Stade Couvert                             |
| 13 novembre 1996                  | Sheffield            | Regno Unito           | Sheffield Arena                           |
| 14 novembre 1996                  | Manchester           | Regno Unito           | Manchester Evening News Arena             |
| 16 novembre 1996                  | Londra               | Regno Unito           | Wembley Arena                             |
| 17 novembre 1996                  | Londra               | Regno Unito           | Wembley Arena                             |
| 19 novembre 1996                  | Glasgow              | Regno Unito           | Scottish Exhibition and Conference Centre |
| 20 novembre 1996                  | Glasgow              | Regno Unito           | Scottish Exhibition and Conference Centre |
| 22 novembre 1996                  | Birmingham           | Regno Unito           | National Exhibition Centre                |
| 23 novembre 1996                  | Birmingham           | Regno Unito           | National Exhibition Centre                |
| 25 novembre 1996                  | Dublino              | Irlanda               | Point Theatre                             |
| 26 novembre 1996                  | Dublino              | Irlanda               | Point Theatre                             |
| 28 novembre 1996                  | Londra               | Regno Unito           | Wembley Arena                             |
| 29 novembre 1996                  | Londra               | Regno Unito           | Wembley Arena                             |
| 2 dicembre 1996                   | Quimper              | Francia               | Salle Chapeau Rogue                       |
| 3 dicembre 1996                   | Bordeaux             | Francia               | Theatre Femina                            |
| 6 dicembre 1996                   | Nancy                | Francia               | Salle Poirel                              |
| 7 dicembre 1996                   | Lione                | Francia               | Transbordeur                              |
| 8 dicembre 1996                   | Parigi               | Francia               | Bataclan                                  |
| 9 dicembre 1996                   | Parigi               | Francia               | Virgin Megastores                         |
| 10 dicembre 1996                  | Colonia              | Germania              | E-Werk                                    |
| 11 dicembre 1996                  | Amburgo              | Germania              | Hamburg Docks                             |
| 13 dicembre 1996                  | Londra               | Regno Unito           | London Forum                              |
| 27 dicembre 1996                  | Galway               | Irlanda               | Leisureland                               |
| 28 dicembre 1996                  | Belfast              | Regno Unito           | Ulster Hall                               |
| 29 dicembre 1996                  | Belfast              | Regno Unito           | Ulster Hall                               |
| 31 dicembre 1996                  | Dublino              | Irlanda               | Point Depot                               |
| Oceania                           |                      |                       |                                           |
| 13 gennaio 1997                   | Cairns               | Australia             | Cairns Convention Centre                  |
| 14 gennaio 1997                   | Cairns               | Australia             | Cairns Convention Centre                  |
| 15 gennaio 1997                   | Townsville           | Australia             | Townsville Entertainment Centre           |
| 16 gennaio 1997                   | Brisbane             | Australia             | Centro Toombul                            |
| 17 gennaio 1997                   | Brisbane             | Australia             | Brisbane Entertainment Centre             |
| 18 gennaio 1997                   | Newcastle            | Australia             | Newcastle Entertainment Centre            |
| 20 gennaio 1997                   | Sydney               | Australia             | State Theatre                             |
| 21 gennaio 1997                   | Sydney               | Australia             | State Theatre                             |
| 22 gennaio 1997                   | Sydney               | Australia             | State Theatre                             |
| 23 gennaio 1997                   | Canberra             | Australia             | Royal Theatre                             |
| 25 gennaio 1997                   | Sydney               | Australia             | State Theatre                             |
| 26 gennaio 1997                   | Sydney               | Australia             | State Theatre                             |
| 27 gennaio 1997                   | Sydney               | Australia             | State Theatre                             |
| 29 gennaio 1997                   | Launceston           | Australia             | Princess Theatre                          |
| 30 gennaio 1997                   | Launceston           | Australia             | Princess Theatre                          |
| 31 gennaio 1997                   | Launceston           | Australia             | Princess Theatre                          |
| 1º febbraio 1997                  | Hobart               | Australia             | Derwent Entertainment Centre              |
| 3 febbraio 1997                   | Melbourne            | Australia             | Palais Theatre                            |
| 4 febbraio 1997                   | Perth                | Australia             | Perth Entertainment Centre                |
| 6 febbraio 1997                   | Auckland             | Nuova Zelanda         | Power Station                             |
| 6 febbraio 1997                   | Adelaide             | Australia             | Adelaide Entertainment Centre             |
| 7 febbraio 1997                   | Melbourne            | Australia             | Victoria Park                             |
| 8 febbraio 1997                   | Perth                | Australia             | Perth Theatre                             |
| 11 febbraio 1997                  | Brisbane             | Australia             | Brisbane Entertainment Centre             |
| 12 febbraio 1997                  | Brisbane             | Australia             | Brisbane Entertainment Centre             |
| 14 febbraio 1997                  | Sydney               | Australia             | Warringah Mall                            |
| 18 febbraio 1997                  | Newcastle            | Australia             | Newcastle Entertainment Centre            |
| 19 febbraio 1997                  | Canberra             | Australia             | Act Royal Theatre                         |
| 21 febbraio 1997                  | Launceston           | Australia             | Tasmania Silverdome                       |

## Band e staff di supporto
Band
- Andrea Corr - voce principale, tin whistle.
- Caroline Corr - batteria, bodhrán, seconda voce.
- Jim Corr - chitarre, tastiere, seconda voce.
- Sharon Corr - violino, seconda voce.
- Anto Drennan - chitarre.
- Keith Duffy – basso.

Management & Agents
- John Hughes - Manager.
- Emma Hill - Management Assistant.
- John Giddings at Solo ITG - International Agent.
- Barry Gaster - Irish Agent.
- Paul Gaster - Agents Represetitve.

The Crew
- Henry McGroggan - Tour manager.
- Aiden Lee - Production manager.
- Liam McCarthy - Lighting Designer.
- Max Bisgrove - Sound Engineer.
- Paul 'Mini' Moore - Monitor Engineer.
- Declan Hogan - Drum Technician.
- John Parsons - Guitar Technician.
- Oisin Murray - Midi Technician.